# Костюшковка
Костюшковка (пол. kościuszkowka) — тип польской сабли XVIII — начала XIX века, получившей своё название в честь национального героя Польши Тадеуша Костюшко. Хотя сабли такого типа были известны минимум с начала столетия, именно в период деятельности Костюшко, в частности во время его восстания, они получили большое распространение в польской армии. Другое их название — сабля, или палаш), Национальной кавалерии. Характерным признаком такой сабли являлась гарда прямоугольной формы — защитная дужка отходит от крестовины под прямым углом, и под прямым же углом соединяется с навершием.
Другими типами польских «именных» сабель были: баторовки (в честь Стефана Батория), зигмунтовки (в честь Зигмунта III Вазы), яновки (в честь Яна III Собеского) и августовки (в честь Станислава Августа Понятовского).

## История

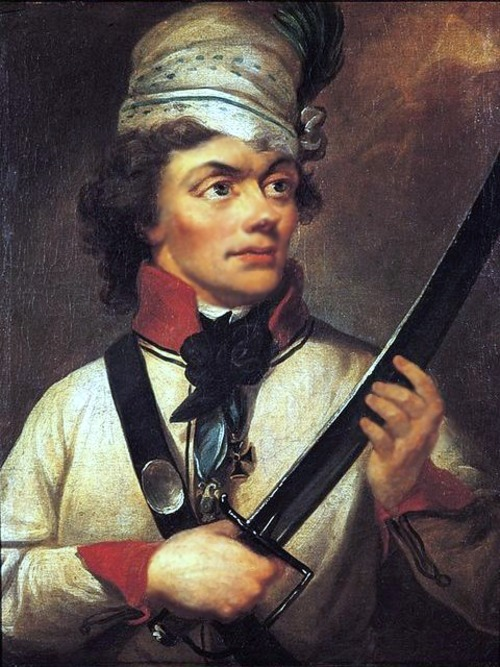
Костюшко c костюшковкой в руках

Костюшковки широко применялись различными формированиями польской армии, в том числе:
- офицерами пехоты, артиллерии и Национальной кавалерии в 1789—1794 годах
- офицерами полка Краковских гренадеров
- офицерами Королевских улан
- полками литовской кавалерии — во второй половине XVIII века
- городскими отрядами самообороны в 1794 году
- офицерами Легионов Домбровского в Италии

По оценке польского историка оружия Влоджимежа Квасневича, во время восстания Костюшко в частях восставших насчитывалось более 10 000 единиц сабель-костюшковок, общее количество изготовленных за все время использования таким образом оценивается в несколько десятков тысяч.

## Конструкция
Гарда стальная, состоит из крестовины переходящей в защитную дужку под прямым углом, которая в свою очередь, под прямым же углом соединяется с навершием. Дополнительными элементами гарды могли быть: перекрестье (в основном в первой половине XVIII века, позднее встречались редко; при наличии щитка проходили через него), горизонтальные полукруглые дужки (в начале века, позднее трансформировались в щитки), щитки (круглой, или квадратной, со срезанными или закруглёнными углами в плане, формы, могли быть слегка изогнутыми — в середине века; в период своего использования были обязательным элементом). Задняя часть крестовины иногда расковывалась в форме молотка, что было характерным признаком польских гусарских сабель. В первой половине столетия костюшковки имели перстень — кольцо с внутренней стороны эфеса, в которое продевался большой палец при удержании оружия.
Стержень рукояти деревянный, у ранних экземпляров гладкий, кожаная обтяжка могла как присутствовать, так и отсутствовать, во второй половине века на стержне обычно вырезались поперечные борозды, после чего рукоять обтягивалась кожей. Навершие стальное, в виде массивного колпачка переходящего в спинку идущую вдоль задней части рукояти.
Клинки разнообразные по конструкции и форме, шириной от 2 до 4 см, длиной около 85 см, кривизной от 1 до 6 см, использовались клинки польского производства, мокотувские, или немецкие золингенские, или другие иностранные. Иногда использовались старые клинки XVI—XVII веков. На голомени клинков наносились надписи, символы и узоры. Наиболее часто встречались: монограммы короля Станислава Августа — AR, SAR или же надписи Vivat Kawaleria Narodowa, Kawaleria Narodowa.
Ножны простой формы, деревянные, обтянутые чёрной кожей, стальной прибор выдерживался в стиле эфеса. В конце века ножны стали делать из стального листа, с двумя обоймицами к которым крепились подвижные кольца для портупеи.

## Варианты

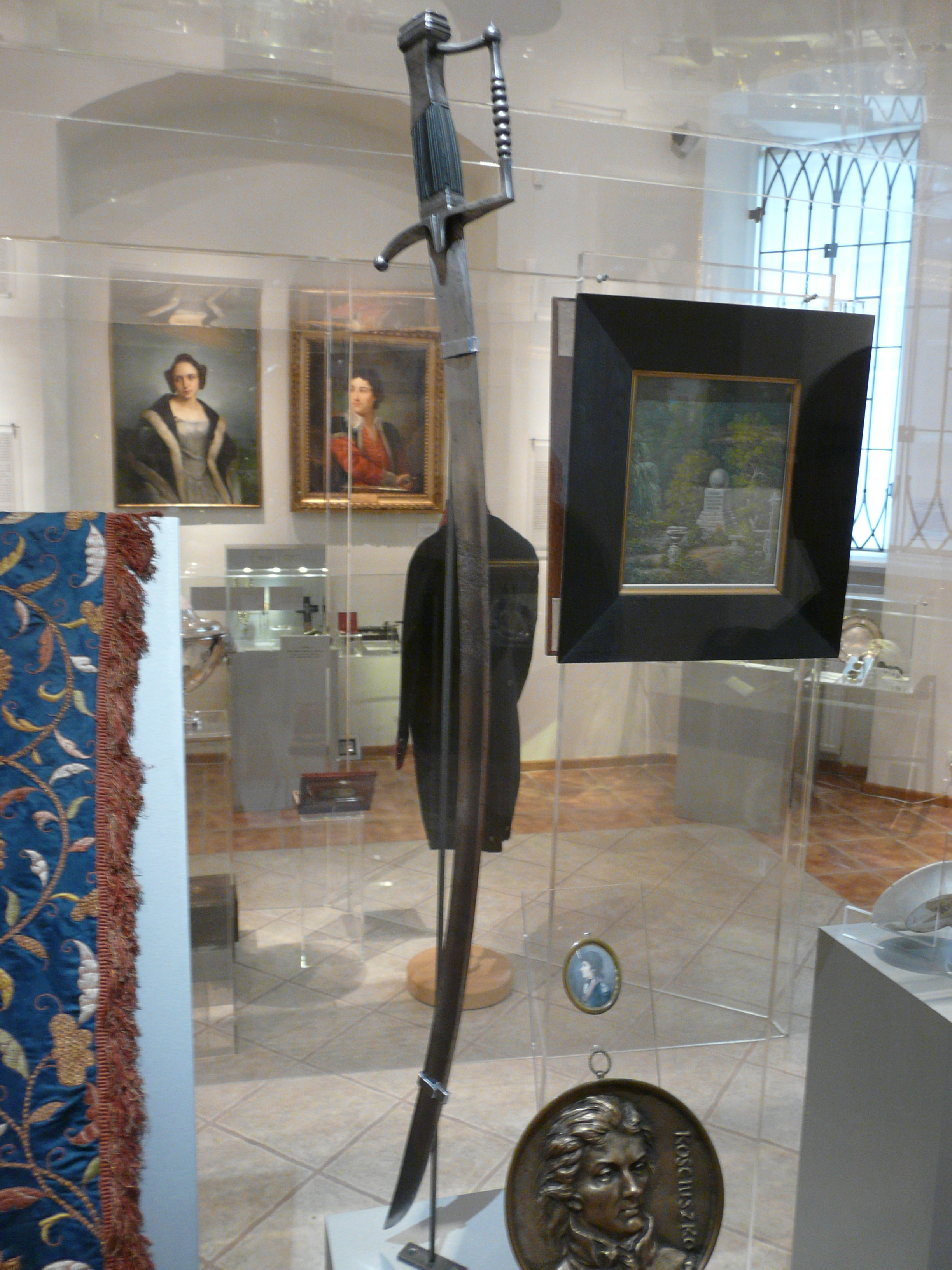
Вариант костюшковки «в классическом стиле» (сабля Костюшко из музея во Франции)

Существовали два подварианта костюшковок:
- прямые сабли (то есть фактически палаши) по́чтовых Национальной кавалерии[комм. 2] второй половины XVIII века, с очень длинными стержнями рукоятей и стальным, слегка изогнутым, щитком, выполнявшим функцию крестовины.
- сабли конца XVIII — начала XIX века «переосмысленные в отчетливо классическом стиле»[7]; сабли с изящными рукоятями, дужка отходит от крестовины под прямым углом и доходит до основания навершия, часть дужки соединяющая её с навершием сделана в виде дугообразного сегмента выпуклая сторона которого обращена внутрь эфеса, а вогнутая — вверх; металлические детали рукоятей украшены, стержни рукоятей обычно из дерева и покрыты насечкой в виде сетки[3].

## Костюшковка в типологии Заблоцкого
По классификации польского историка Войцеха Заблоцкого, такие сабли относятся к «польским саблям тип Ib». По типологии Заблоцкого к данному типу сабель относятся все, дужка которых отходит от крестовины под прямым углом, независимо от того соединяется ли она с навершием или нет. Таким образом, тип Ib включает в себя, помимо костюшковок, варианты венгерско-польских и гусарских сабель с полузакрытыми эфесами. В то же время, сабли с щитками в классификации Заблоцкого являются «польской саблей тип Id», независимо от того, отходит дужка к навершию под прямым углом, или нет. Таким образом костюшковки у Заблоцкого фактически разделены между двумя типами.

## Костюшковки в изобразительном искусстве
Костюшковки получили своё отображение в работах художников описываемого периода. Изображения костюшковок можно найти на картинах Каналетто и Франциска Смуглевича, акварелях Александра Орловского, рисунках Михала Стаховича и Юзефа Харасимовича.